# Günther Neureuther
Günther Neureuther (Steingaden, Njemačka, 6. kolovoza 1955.) je bivši zapadnonjemački judaš.
Neureuther je rođen u bavarskom mjestu Steingaden dok je judo počeo trenirati u klubu TSV Peiting. Bio je višestruki nacionalni prvak dok je prvi veći rezultat ostvario nastupanjem u olimpijskom finalu u Montréalu i osvajanjem srebra. Sovjetskom protivniku Novikovu trebalo je svega minuta vremena da svlada protivnika.
Svoju drugu olimpijsku medalju, ovaj puta brončanu, osvojio je 1984. u Los Angelesu zajedno s islandskim predstavnikom Bjarnijem Friðrikssonom.
Završetkom sportske karijere, zaposlio se u policiji gdje je radio u policijskom inspektoratu sve do umirovljenja.

## Vanjske poveznice
- Sports-reference.com  Arhivirana inačica izvorne stranice od 18. travnja 2020. (Wayback Machine)